# Гудок (музыкальный инструмент)
Гудо́к (смык) — трёхструнный смычковый музыкальный инструмент восточных славян, известный со времён Киевской Руси.

## История
Рассматривая историю народных музыкальных инструментов восточных славян, С. А. Токарев говорит, что гудок появляется с XVI века. В письменных источниках название гудок начинает упоминаться с начала XVII века. В документах XI—XVII веков он обозначается словом смык.

Но сими диавол лстит и другыми нравы, всяческими лстими превабляя ны от Бога, трубами, и скоморохы, и смыками, и гусльми, и русальи.— Никоновская летопись, 1068 год (6576 от с.м.)
Как музыкальный смычковый инструмент гудок относится к типу фиделя. Самые древние типы фиделя (совершенствовавшегося на протяжении X—XVI веков) найдены археологами в славянских странах во время раскопок в Новгороде и Гданьске. Отдельные представители такого типа, претерпев некоторые изменения, существуют и сегодня: например, сербская гусла и болгарская гадулка.
Считается, что предшественницей гдулки и гудка могла быть византийская лира, которая на Русь была завезена во время принятия христианства.
Инструменты, появившиеся в XV веке, имели иное строение: они были оснащены отдельно клеящимся грифом, а не цельным корпусом и колком.

Внимание специалистов привлекло «этимологическое родство польского термина „генжьба“ („генсьба“) и славянского „гудьба“ (применяемого к игре на смыке и других смычковых инструментах)». Высказано предположение, что имеется в виду один вид инструмента. По их мнению, 
Название «смык» обозначало на протяжении XI–XVI веков не один инструмент, пусть далее видоизменявшийся со временем в практике, а было собирательным для определенной группы бытовавших в народе инструментов.
Гудок был распространён в крестьянском быту и как инструмент скоморохов (гудошников, гудил, гудильщиков, гудцов), применяемый для развлечения простонародья, сопровождения песен и танцев. По мнению И. В. Мациевского, гудок относится к музыкальным инструментам восточно-славянской скоморошьей традиции. В XVII веке гудошники вместе с другими музыкантами содержались в государевой потешной палате.
Гудок упоминается в древнебелорусской литературе XVI—XVII веков. Гудки встречаются в официальных документах Великого княжества Литовского, в Послании Сигизмунда Августа старшему оршанскому князю А. Адинцевичу сказано: «з людзей волочащих, которые без службы мешкають… и с каждого гудка». Несколько примеров изображений гудков даёт старинная белорусская иконография («Толковая Псалтирь» первой половины XVII в.).
Также гудки, как и многие другие русские народные инструменты, встречаются на лубках XVII-XIX веков. Однако стоит заметить, что по большей части изображаемые гудки подражают иностранным скрипкам и виолам того времени.
Возможное влияние гудка обнаруживается в существовании трёхструнных скрипок. Так, например, народные музыканты Курской области использовали на обычной европейской скрипке только три струны (с квинтовым строем C1 G1 D2) из доступных четырёх, и играли на ней в схожей с гудком манере — на крайней высокой струне исполнялась мелодия, средняя звучала бурдоном, а третья использовалась эпизодически. Аналогичным гудку количеством струн и их назначением (1 мелодическая и 2 бурдонных) обладает колёсная лира.
К концу XIX века почти полностью вышел из употребления. Считалось, что последние сведения о реально существующем гудошнике относятся примерно к 1940 году. В них говорится о некоем слепом старце, которого несколько раз видели сидящим на берегу Десны в Брянске и исполняющим под аккомпанемент гудка исторические песни. Однако в 1973 году фольклорная экспедиция обнаружила в селе Сива Пермской области исполнителя, сохранившего древние традиции гудошничества. Эта информация поначалу была воспринята специалистами с недоверием. Но исследование «сивинского феномена», в котором участвовали этнографы, историки филологи и учёные других специальностей, подтвердили первоначальный вывод. Помимо этого в репертуаре исполнителя удалось обнаружить  «редкие, уникальные архаические традиции».

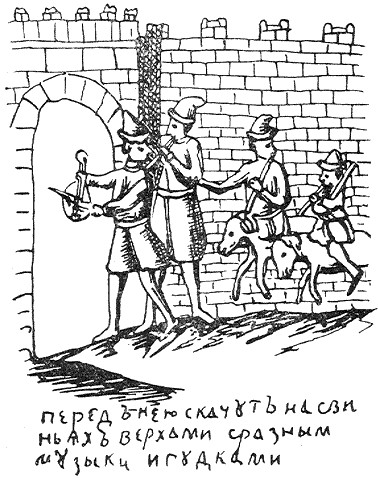
Лубок XVIII века. Скоморохи, играющие на гудке и волынке
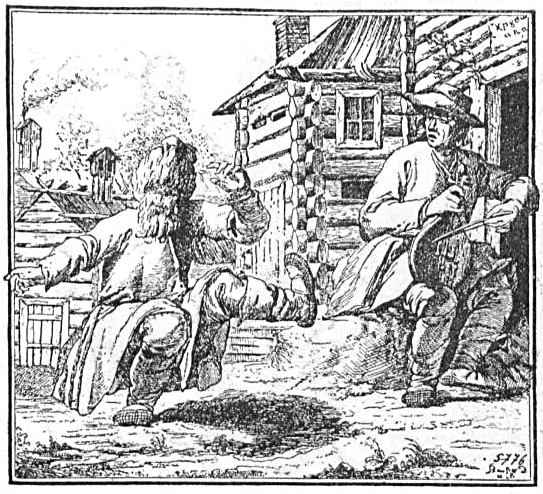
С офорта художника XVIII века Бопрэ
Гудок с цельным корпусом
Гудок с лубка XVIII в. «Трапеза благочестивых и нечестивых»[23]
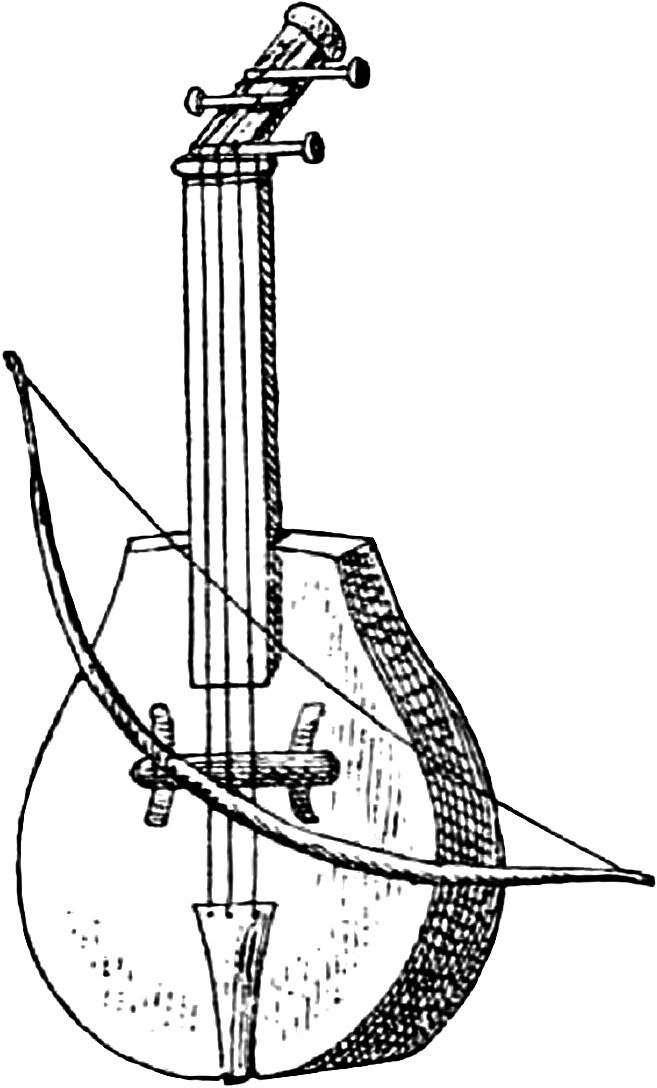
Русский гудок конца XVIII века, иллюстрация из книги Мэтью Гатри «Dissertations sur les antiquités de Russie»[24][17] из коллекции Ф. Ж. Фетиса
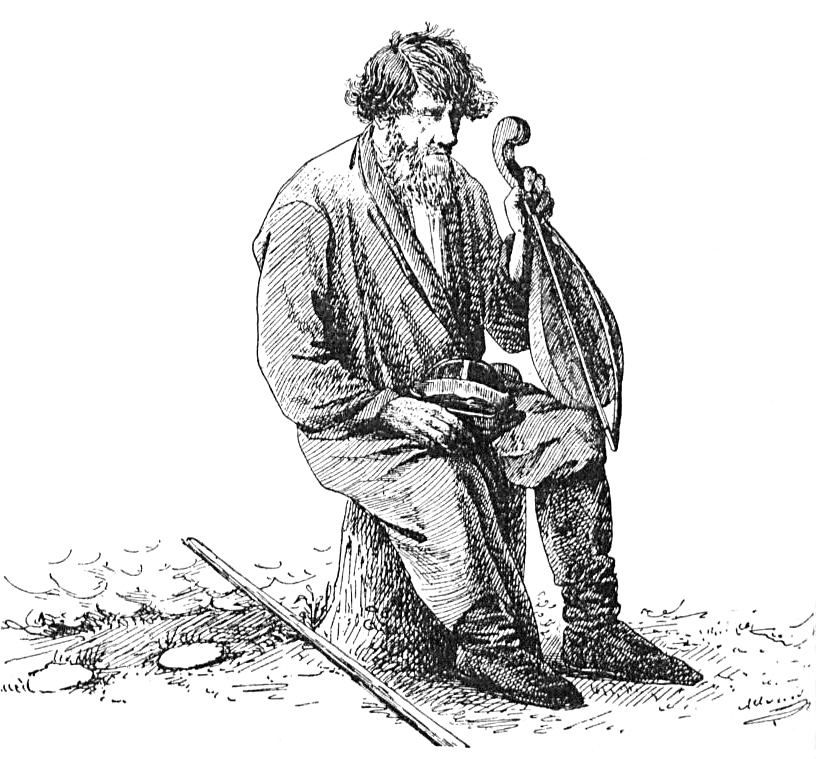
Псковский слепой гудочник Степан. Середина XIX века
Гудок, реконструированный в 1900-е годы

## Возрождение гудка
В конце XIX века параллельно с созданием оркестров народных инструментов (в то время они носили название «великорусских») начинаются эксперименты с их инструментальным составом. В 1896 году создатель любительского Великорусского оркестра В. В. Андреев писал своему «коллеге по цеху» Н. И. Привалову о желании «восстановить  все инструменты, на которых играл народ государства Московского, т. е. средней полосы России», рассчитывая восстановить и гудок, если удастся отыскать его в «народном обращении».
В 1900-х годах некоторыми немногочисленными энтузиастами были предприняты попытки возрождения гудка путём его использования в ансамблевой игре на сцене. На основе рисунка гудка из трактата Мэтью Гатри из коллекции Ф. Ж. Фетиса (см. илл.) композитор Н. П. Фомин создал квартет гудков различных размеров (по образцу струнного квартета) — гудочек, гудок, гудило и гудище. Этот квартет прозвучал в концерте Великорусского оркестра под управлением П. О. Савельева, о чём 9 января 1901 года сообщила газета «Биржевые ведомости» в статье профессора Н. Ф. Соловьева. Но звучание квартета не выдерживало сравнения с родственным ему скрипичным ансамблем. Сам В. В. Андреев считал нецелесообразными попытки усовершенствования гудка и использование его в оркестре народных инструментов. И в музыкальной практике эти инструменты так и не нашли применения. Как писала Музыкальная энциклопедия: «Не дали положительных результатов и последующие опыты по возрождению гудка».
В 1940-х годах музыкальный деятель Г. Е. Авксентьев периодически вводил группу из 4 гудков в состав созданного им оркестра русских народных инструментов города Челябинска, а также использовал их отдельным квартетом. Отмечается, что это «была одна из немногих попыток XX века по возрождению искусства игры на древнерусском музыкальном инструменте – гудке». Выступление квартета в Москве на Всероссийском смотре художественной самодеятельности в 1948 году имело большой успех. Создание оркестра тракторостроителей стало мощным импульсом для развития забытого жанра в регионе.
С конца 1970-х годов деятельность по возрождению гудка связана с работами в области музыкальной археологии. Эти работы были инициированы открытиями археологических экспедиций в Великом Новгороде, благодаря которым началась «реконструкции архаического музыкального инструментария (гуслей, гудков, сопелей, варганов, шумовых инструментов) и их звучания».

Корпус самого древнего гудка был обнаружен при раскопках в слоях XI века. Восстановление и реконструкция гудка, как и других музыкальных инструментов, обнаруженных при раскопках в Новгороде, стала возможной благодаря исследованиям Б. А. Колчина и В. И. Поветкина. Отмечается, что: 
Древние гудки – «инструменты, на которых “власеном лучцем посмыцали”, т. е. извлекали звук с помощью лукообразного смычка, прядь конских волос которого была натерта смолой хвойных деревьев – канифолью…», теперь прочно вошли в поле зрения ученых, открывших новое направление в науке – музыкальную археологию.
 В рамках этого нового направления в Великом Новгороде в 1991 году был создан Центр музыкальных древностей, где ведутся работы по реставрации и исследованию древних музыкальных находок. В коллекциях Центра, помимо гудков, представлены гусли, сопели, варганы, трещотки и др. отреставрированные инструменты.

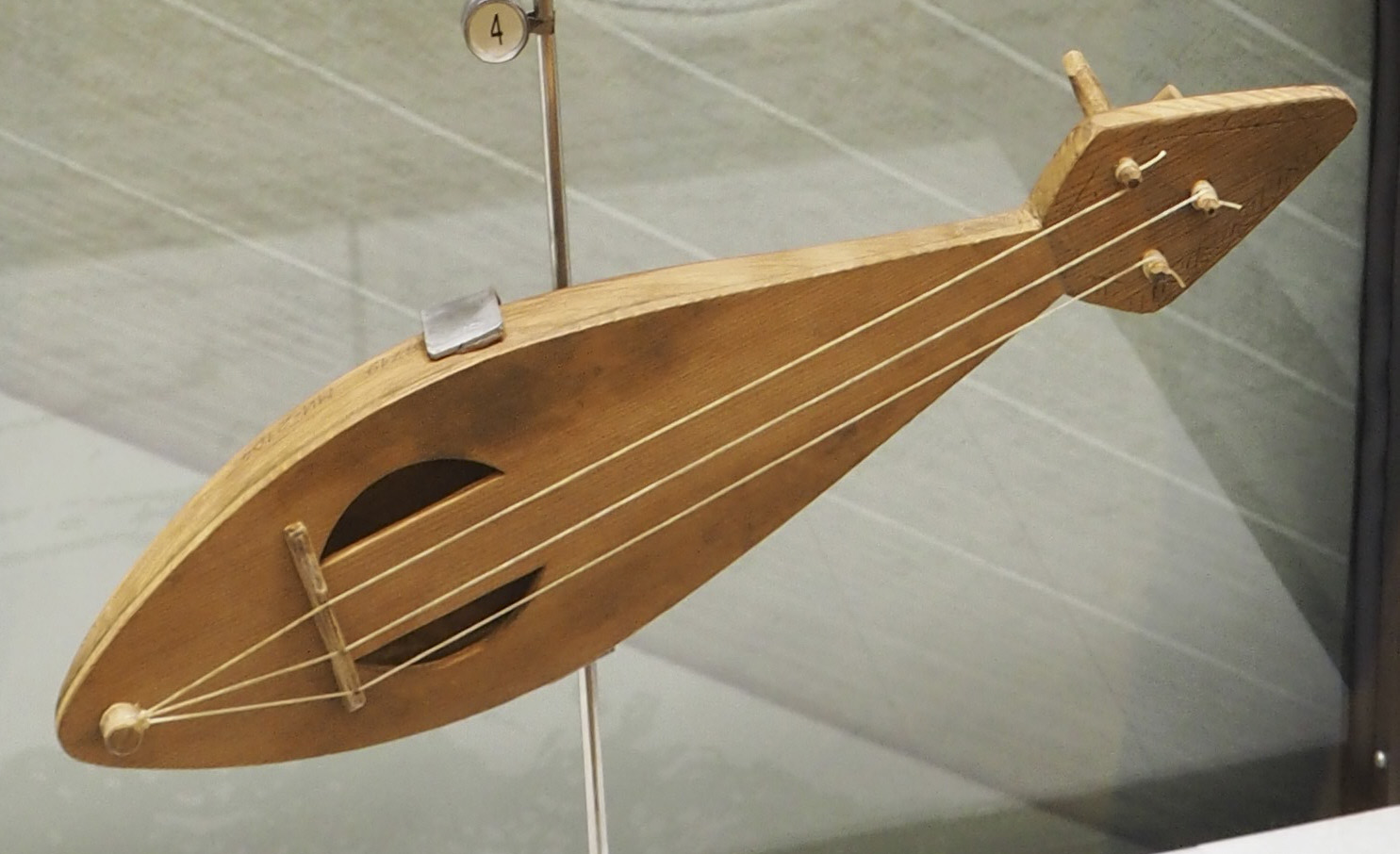
Новгородский гудок XII века, длина 41 см (реконструкция)

В наши дни инструментальные ансамбли народных инструментов, в состав которых наряду с другими входит гудок, «занимают свою нишу в исполнительском творчестве». Отмечается, например, что гудочки используются в музыке И. Мациевского, в спектакле «Комедь. XVII век», поставленном по архивной пьесе Евгения Иванова «Сказ о скоморохе Филипке, о челиге, о гусаке, о спеси, а кстати, и о бороде боярской».

## Описание
Гудок целиком выдалбливается из полена (традиционно) либо склеивается из нескольких деталей (более поздний вариант). Основная часть гудка с резонаторной полостью имеет круглую, овальную, лодкообразную или грушевидную форму. Дека накладная, с резонаторными отверстиями. Короткая шейка увенчана прямой или слегка отогнутой назад головкой с деревянными колками. Общая длина инструмента 30—80 см. Струны прикреплены к струнодержателю (иногда непосредственно к корпусу инструмента) и опираются на подставку. Первая струна настраивается выше второй на квинту или кварту. Третья звучит в унисон со второй или ниже неё на октаву. Другой вариант настройки: квинта между 3 и 2 бурдонными струнами и кварта между 2 и 1 струной (октава между 3 и 1).
Играют сидя, поставив гудок вертикально на левое колено или зажав его между коленями, а также стоя, прислонив к груди. Смычок ведётся по всем струнам одновременно, при этом на первой струне исполняется мелодия, а остальные звучат постоянным бурдоном. Струну не прижимают к корпусу инструмента, а только дотрагиваются до неё подушечкой пальца или плоскостью ногтя. Играют в основном в первой позиции, то есть не перемещая руку вдоль шейки, и используя только указательный, средний и безымянный палец.